# Oak Brook
Oak Brook é uma aldeia localizada no estado americano de Illinois, no Condado de Cook e Condado de DuPage, famosa por ter abrigado, até 2018, a sede da Mc Donalds Corporation, controladora da rede de fast food Mc Donalds.

## Demografia
Segundo o censo americano de 2000, a sua população era de 8702 habitantes.
Em 2006, foi estimada uma população de 8863, um aumento de 161 (1.9%).

## Geografia
De acordo com o United States Census Bureau tem uma área de 21,4 km², dos quais 21,1 km² cobertos por terra e 0,3 km² cobertos por água.

## Localidades na vizinhança
O diagrama seguinte representa as localidades num raio de 8 km ao redor de Oak Brook.